# Saddle Hill (Viktorialand)
Der Saddle Hill (englisch für Sattelhügel) ist ein wie ein Bergsattel geformter, tafelbergartiger Hügel im Norden des ostantarktischen Viktorialands. In den Freyberg Mountains ragt er am östlichen Ende des nördlichen Gebirgskamms der Gallipoli Heights auf. 
Das New Zealand Antarctic Place-Names Committee benannte den Hügel auf Vorschlag von P. J. Oliver, Geologe des New Zealand Antarctic Research Programme, der ihn zwischen 1981 und 1982 untersucht hatte.